# متجر الأغذية الصحية

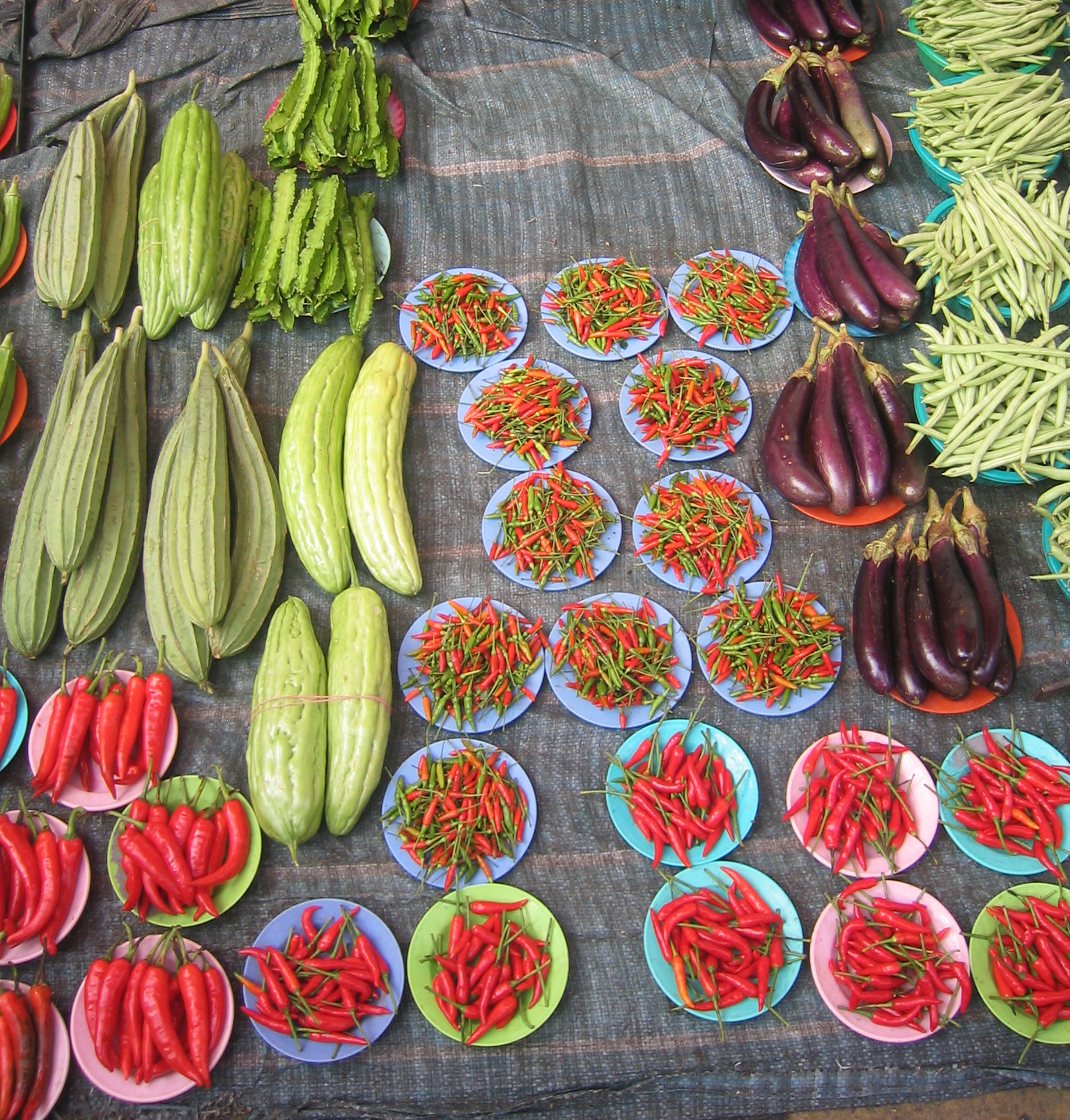
الخضروات العضوية في سوق المزارعين في الأرجنتين

يعد متجر الأغذية الصحية أو متجر الأطعمة الصحية نوعًا من متاجر البقالة التي تبيع الأطعمة الصحية والأطعمة العضوية والمنتجات المحلية والمكملات الغذائية غالبًا. عادةً ما تقدم متاجر الأطعمة الصحية مجموعة واسعة أو أكثر تخصصًا من الأطعمة من متاجر البقالة التقليدية لعملائها، مثل الرياضيين وبناة الأجسام والأشخاص ذوي الاحتياجات الغذائية الخاصة، مثل الأشخاص الذين يعانون من الحساسية تجاه الغلوتين في القمح أو بعض المواد الأخرى، أو لديك مرض السكري، وبالنسبة للأشخاص الذين يلاحظون نباتي، نباتي، الغذاء الخام، العضوية، أو غيرها من النظم الغذائية البديلة.

## الغذاء الصحي
يستخدم مصطلح الغذاء الصحي منذ العشرينيات من القرن الماضي للإشارة إلى أغذية محددة يُزعم أنها مفيدة للصحة، على الرغم من أن المصطلح ليس له تعريف رسمي. بعض المصطلحات المرتبطة بالأغذية الصحية هي الماكروبيوتك، والأطعمة الطبيعية، والأطعمة العضوية والأطعمة الكاملة. الماكروبيوتيك هو نظام غذائي يركز بشكل أساسي على الحبوب الكاملة. الحبوب الكاملة، إلى جانب غيرها من الأطعمة الكاملة ، هي الأطعمة التي يتم معالجتها الحد الأدنى. الحبوب الكاملة لها الألياف والجراثيم والبدن سليمة وتعتبر أكثر مغذية. الأطعمة الطبيعية هي ببساطة الأطعمة التي لا تحتوي على مكونات اصطناعية. الأطعمة العضوية هي الأطعمة التي تزرع دون استخدام المبيدات التقليدية والاصطناعية ويجب أن تلبي بعض المعايير العضوية.

## المكملات الغذائية
تبيع معظم محلات الأطعمة الصحية أيضًا المكملات الغذائية، مثل الفيتامينات والمكملات العشبية وعلاجات المعالجة المثلية. لم يتم تنظيم المكملات العشبية أبدًا حتى بدأ سريان التوجيه الأوروبي بشأن المنتجات الطبية العشبية التقليدية في 30 أبريل 2004. تم إنشاء التوجيه التقليدي للمنتجات العشبية الطبية، 2004/24 / EC ، لتوفير عملية الموافقة التنظيمية للأدوية العشبية في أوروبا الاتحاد (الاتحاد الأوروبي).

## التاريخ

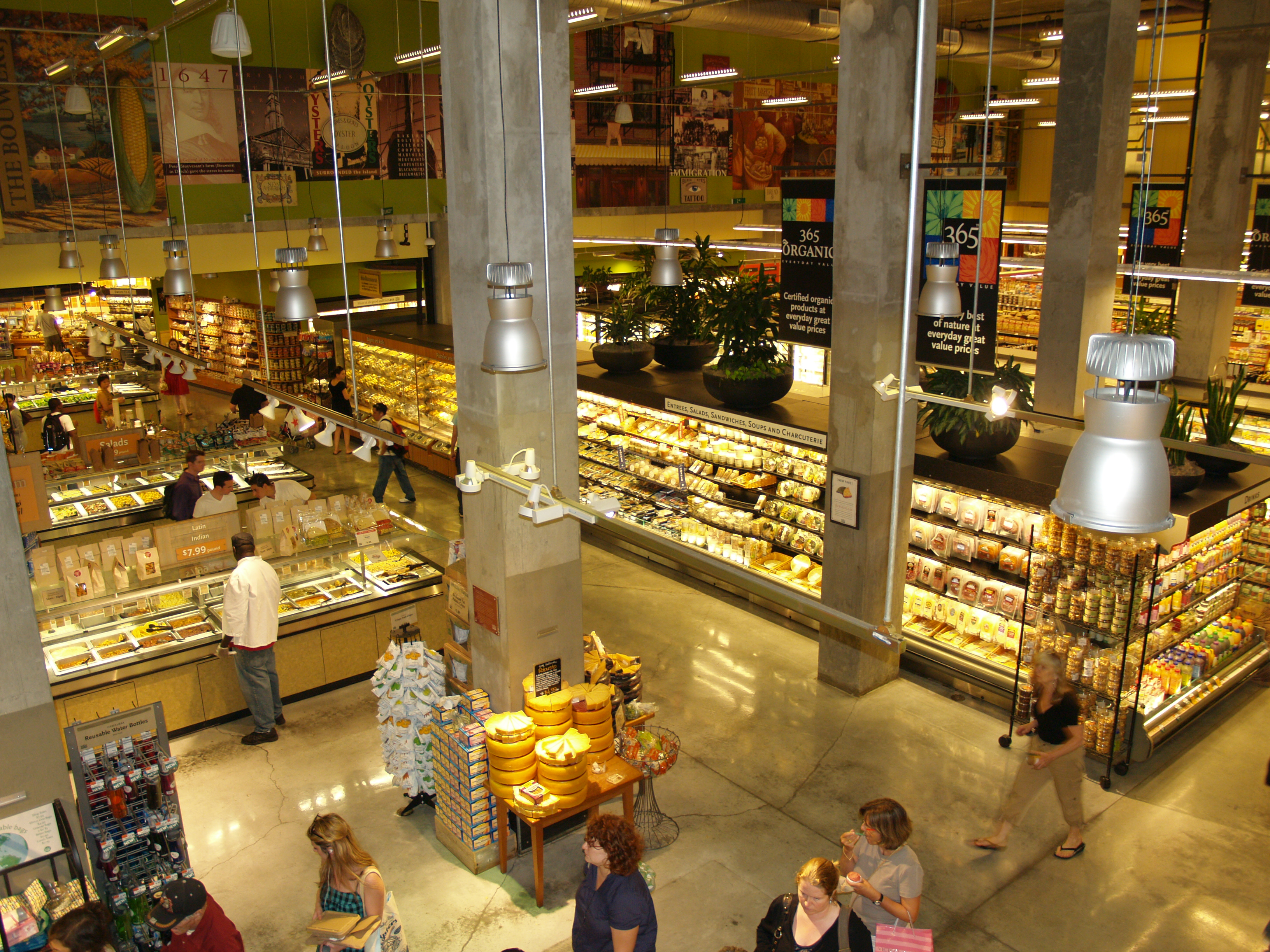
جلبت شركة Whole Foods Market قوة شراء كبيرة ومتعددة الجنسيات إلى صناعة متاجر الأطعمة الصحية

العديد من الأطعمة الشائعة الآن في محلات البقالة دخلت السوق لأول مرة في أواخر القرن التاسع عشر وأوائل القرن العشرين. أثارت الجهود التي بذلها رواد الصحة في وقت مبكر مثل بول براغ، سيلفستر غراهام، جون هارفي كيلوج، جورج أوساوا، إلين وايت وغيرها اهتمامًا بالغذاء الصحي. في وقت مبكر من عشرينيات وثلاثينيات القرن الماضي، بدأت متاجر الأغذية الصحية في فتح أبوابها في الولايات المتحدة والمملكة المتحدة لبيع المنتجات مثل دبس السكر الأسود وخميرة البيرة.
أسس توماس مارتندال أحد متاجر الأطعمة الصحية المبكرة عام 1869 باسم «شركة توماس مارتندال» في أويل سيتي بولاية بنسلفانيا. في عام 1875، انتقل توماس مارتنديل إلى فيلادلفيا. يُعرف باسم أقدم متجر للمواد الغذائية في الولايات المتحدة ولا يزال مملوكًا بشكل مستقل. في النهاية، نقلت عائلة Martindale المتجر إلى شارع 10 و Filbert St. في عام 1920 وتأثرت بشدة بالاهتمام الجديد بالصحة والعافية في الثلاثينيات. قام المتجر بتصنيع بديل القهوة الخاص بهم المصنوع من التين المجفف يسمى "Figco". تم بيع الأطعمة الصحية في غرفة الغداء، مع تحلية جميع المنتجات المخبوزة بالعسل أو شراب القيقب. في النهاية، تطور المتجر إلى ما يعرف باسم سوق مارتندال الطبيعي والذي لا يزال قائماً حتى اليوم.
في عام 1896 تم بناء مبنى جديد في برمنغهام بإنجلترا لإقامة مطعم نباتي في جيمس هنري كوك، وهو واحد من أوائل المباني في إنجلترا. في عام 1898، تم افتتاح " The Pitman Vegetarian Hotel "، الذي سمي على اسم النبات النباتي الشهير Sir Isaac Pitman ، في نفس الموقع، ثم افتتح المالكون لاحقًا متجرًا للأطعمة الصحية منذ فترة طويلة.
بدأ فرانك أ. ساوال، الذي عمل سابقًا مع جون هارفي كيلوج، بيع المشروبات المعدنية المسحوقة من الباب إلى الباب وإلقاء محاضرات في جميع أنحاء الولايات المتحدة حول فوائد الفيتامينات والمكملات المعدنية، قبل افتتاح شركة Sawall Health Food Products، Inc. في عام 1936، لا يزال أقدم متجر لبيع الأطعمة الطبيعية في الولايات المتحدة موجودًا حتى اليوم. لقد بدأت مع المعادن المجففة والفيتامينات، وكذلك بيع الأغذية الطبيعية والعضوية. وصف فرانك أ. ساول، الكيميائي الحيوي، بأنه «معلم صحة بارز في أمريكا وخبير تغذية معروف على المستوى الوطني» في الصحف في جميع أنحاء الولايات المتحدة. حاضر على نطاق واسع في جميع أنحاء الغرب الأوسط والساحل الشرقي. قام فرانك إيه سوال بتوسيع متاجره في ميشيغان، بما في ذلك ديترويت وكالامازو وباي سيتي وغراند رابيدز ولانسينج. إنشاء أول سلسلة متاجر للأطعمة الصحية في الولايات المتحدة. Sawall Health Foods هي الآن في جيلها الخامس من Sawall الذي يدير الأعمال. Sawall's هو أقدم سوق للأغذية الطبيعية مملوكة للعائلة في الولايات المتحدة.
تم الترحيب بمشروع Proxmire Vitamin Bill لعام 1976 الذي منع إدارة الأغذية والعقاقير من تعريف المكملات الغذائية على أنها «عقاقير» باعتباره إنجازًا كبيرًا في صناعة الأطعمة الصحية في ذلك الوقت. كانت السناتور وليام بروكسمير متزوجة من إلين هودجز ساوال.
تم افتتاح متجر New Westminster الذي تديره Health Food Research ، والذي تم افتتاحه في عام 1954 على مشارف فانكوفر، كولومبيا البريطانية. أسسها إيلا بيرزنيك، وتم تصميمها جزئيًا على غرار «متاجر الأطباء» الروسية التي تحمل الأدوية والأعشاب والأطعمة الخاصة. افتتحت جمعية Aetherius Society واحدة من أول متاجر الأطعمة الصحية المستقلة في بريطانيا العظمى في 767 Fulham Road ، لندن، في عام 1966. وشمل مخزونها العسل والمكسرات والبذور وعصائر الفاكهة والخل.
أصبحت مخازن الأغذية الصحية أكثر شيوعًا في الستينيات فيما يتعلق بحركة البيئة الناشئة حديثًا والثقافة المضادة.
تعد العديد من متاجر الأغذية الصحية من التعاونيات المملوكة للعمال والتعاونيات الاستهلاكية ويرجع ذلك جزئيًا إلى قدرة القوة الشرائية التعاونية على خفض التكاليف للمستهلك ونمو شعبيته خلال حركة مكافحة الثقافة في الستينيات والسبعينيات.
خلال العقد الماضي، دخل الغذاء الصحي، وخاصة الأغذية العضوية، إلى التيار الرئيسي. استفادت شركات مثل Whole Foods Market ، وهي شركة كبيرة متعددة الجنسيات، بشكل كبير ونمت بشكل كبير خلال هذا التوسع.